# Quintela de Leirado (kommun)
Quintela de Leirado är en kommun i Spanien.  Den ligger i provinsen Ourense i den autonoma regionen Galicien i nordvästra delen av landet, 400 km nordväst om huvudstaden Madrid. Antalet invånare är 594 (2024).